# Zorzines kuniyukii
Zorzines kuniyukii là một loài bướm đêm trong họ Noctuidae.